# Гернсхајм
Гернсхајм (њем. Gernsheim) општина је у њемачкој савезној држави Хесен. Једно је од 14 општинских средишта округа Грос-Герау. Према процјени из 2010. у општини је живјело 9.550 становника. Посједује регионалну шифру (AGS) 6433004.

## Географски и демографски подаци
Гернсхајм се налази у савезној држави Хесен у округу Грос-Герау. Општина се налази на надморској висини од 89 метара. Површина општине износи 40,1 km². У самом мјесту је, према процјени из 2010. године, живјело 9.550 становника. Просјечна густина становништва износи 238 становника/km².

## Међународна сарадња
| Мјесто     | Држава    | Врста сарадње | Од    |
| ---------- | --------- | ------------- | ----- |
| Бар сир Об | Француска | партнерство   | 1976. |
| Извор      |           |               |       |